# John Kamara
John Bankolé Kamara (Freetown, 12 maggio 1988) è un calciatore sierraleonese, centrocampista svincolato.

## Carriera

### Club
Ha giocato nella prima divisione dei campionati libanese, greco, lettone, kazako, azero e filippino.

### Nazionale
Ha esordito in nazionale nel 2013; ha partecipato alla Coppa delle nazioni africane 2021.

## Palmarès

### Club

#### Competizioni nazionali
- Football League: 1

Apollōn Smyrnīs: 2012-2013
- Coppa d'Azerbaigian: 1

Keşlə: 2020-2021